# Черниці (Підляське воєводство)
Черниці (пол. Czernice) — село в Польщі, у гміні Кольно Кольненського повіту Підляського воєводства.
Населення — 86 осіб (2011).
У 1975-1998 роках село належало до Ломжинського воєводства.

## Демографія
Демографічна структура станом на 31 березня 2011 року:
|          | Загалом | Допрацездатний вік | Працездатний вік | Постпрацездатний вік |
| -------- | ------- | ------------------ | ---------------- | -------------------- |
| Чоловіки | 43      | 14                 | 27               | 2                    |
| Жінки    | 43      | 14                 | 20               | 9                    |
| Разом    | 86      | 28                 | 47               | 11                   |